# Виктория Франциска Савойская
Мари́я А́нна Викто́рия Франци́ска Саво́йская (итал. Maria Anna Vittoria Francesca di Savoia; 9 февраля 1690, Турин, княжество Пьемонт — 8 июля 1766, Париж, королевство Франция) — принцесса из Савойского дома, внебрачная дочь Виктора Амадея II, короля Сардинии, удочерённая отцом, даровавшем ей титул маркграфини Сузы; в замужестве — принцесса Кариньяно.

## Биография

### Происхождение
Родители Виктории Франциски
Мария Анна Виктория Франциска Савойская родилась в Турине 9 февраля 1690 года (по другой версии 11 февраля 1690 года). Она была незаконнорождённой дочерью герцога Виктора Амадея II, будущего короля Сардинии от Жанны-Батисты д’Альбер де Люин, супруги Джузеппе Игнацио Скалья, графа Веруа, дипломата на службе у герцога Савойского. Её мать была дочерью герцога Луи-Шарля д’Альбер де Люина, пэра Франции от Анны де Роган из дома де Роган, герцогов де Монбазон.
До знакомства с любовником, Жанна Батиста была счастливой женой и матерью четверых детей. Вместе с семьёй она переехала из Парижа в Турин, где в 1688 году в неё влюбился Виктор Амадей. Сначала она отказала герцогу во взаимности и рассказала обо всём мужу и свекрови, которая служила фрейлиной у жены герцога. Виктор Амадей продолжил ухаживания, и год спустя, поддавшись давлению со стороны окружения, Жанна Батиста уступила; даже Анна Мария Орлеанская, супруга герцога Савойского, поощряла графиню Веруа к адюльтеру.
От этой связи родились Виктория Франциска и её брат Виктор Франциск. Влияние, которым фаворитка пользовалась при дворе, вызывало тревогу у части подданных герцога. Жанну Батисту попытались отравить. Виктор Амадей стал скрывать любовницу от двора. Она же, успев привыкнуть к светской жизни, не желала от неё отказываться. В 1700 году Жанна Батиста тайно покинула Турин и вернулась в Париж, прихватив солидное состояние и оставив детей любовнику.

### В Турине
Несмотря на предательство их матери, герцог любил своих незаконнорождённых детей. Сразу после бегства Жанны Батисты, он узаконил дочь и сына, присвоив им титулы Её Высочества и Его Высочества маркизов Сузских.
Став королём Сардинии, Виктор Амадей II, решил устроить брак Виктории Франциски с Виктором Амадеем I, принцем Кариньянским, представителем младшей ветви Савойского дома. В середине 1714 года была достигнута предварительная договорённость о браке и приданом невесты. 7 ноября 1714 года в замке в Монкальери состоялись свадебные торжества.
Хорошие отношения тестя и зятя были испорчены приверженностью последнего к азартным играм и, как следствие, возникшим долгам. Из-за долгов принц Кариньянский в июле 1718 года покинул семью и бежал во Францию, где скрывался под именем графа Боско. Вскоре Виктория Франциска с новорождённой дочерью последовала за мужем в Париж.

### В Париже
В столице Французского королевства принц и принцесса Кариньянские были приняты принцем Филипом II Орлеанским, регентом при дворе несовершеннолетнего короля Людовика XV. Они поселились в Суассонском дворце, когда-то принадлежавшим представителям Савойского дома. Виктор Амадей получил должность главного церемониймейстера короля. Азартный характер принца толкал его на осуществление разного рода авантюр, одной из которых стал театр итальянской оперы, основанный им в Париже и потерпевший фиаско. Вскоре он превратил Суассонский дворец в большой игорный дом.
Виктория Франциска погрузилась в придворную жизнь, которую подробно описывала в своих письмах к отцу. Она завязала тесные отношения с кардиналом Андре Эркюлем де Флери и принцем Луи Анри де Конде, герцогом де Бурбон, ставшим первым министром Франции после смерти регента. Влиятельные друзья были нужны ей, так, как долги супруга продолжили расти и в Париже. В интриге, возникшей между герцогом и кардиналом, принцесса Кариньянская встала на сторону последнего. Когда Конде обратился к ней с просьбой о посредничестве между ним и Флери, обещая взамен погасить все долги её мужа во Франции и Италии, и сверх того полмиллиона ливров лично ей, она отказала.
Виктор Амадей скончался в Суассонском дворце 4 апреля 1741 года полным банкротом. Вдовствующая принцесса Кариньянская осталась во Франции. Она удачно женила сына на Кристине Генриетте Гессен-Рейнфельс-Ротенбургской из Гессенского дома ландграфов Гессен-Рейнфельс-Ротенбургских и выдала дочь за Шарля де Рогана, герцога де Роган-Роган и принца де Субиз, влиятельного министра при дворах королей Людовика XV и Людовика XVI. В 1763 году в Париже перед вдовствующей принцессой выступал семилетний Вольфганг Амадей Моцарт, которому она подарила серебряные чернильницу и перо для того, чтобы он пользовался ими при записи своих произведений. Виктория Франциска Савойская умерла 8 июля 1766 года и была похоронена в монастыре визитанток в Париже.

## Брак и титулы
В замке Монкальери 7 ноября 1714 года был заключён брак между принцессой Викторией Франциской Савойской и Виктором Амадеем I (1.3.1690 — 4.4.1741), 3-м принцем Кариньяно, сыном Эммануила Филиберта, 2-о принца Кариньяно и Марии Анджелы Екатерины д’Эсте. В этом браке родились пятеро детей:
- Иосиф Виктор Амадей (21.5.1716 — 27.10.1716), принц Савойский и Кариньянский, умер вскоре после рождения;
- Анна Тереза (1.11.1717 — 5.4.1745), принцесса Савойская и Кариньянская, сочеталась браком с Шарлем де Роганом (16.7.1715 — 4.7.1787), герцогом де Роган-Роган, принцем де Субиз, герцогом де Вентадур, принцем д’Эпинуа и графом де Сен-Поль, маршалом Франции;
- Людовик Виктор (25.9.1721 — 16.12.1778), принц Савойский, 4-й принц Кариньяно, сочетался браком с Кристиной Генриеттой Гессен-Рейнфельс-Ротенбургской (21.11.1717 — 1.9.1778);
- Виктор Амадей (16.6.1722 — 1722), принц Савойский и Кариньянский, умер вскоре после рождения;
- мертворождённая принцесса (ум. 24.3.1729)[15].

С рождения и до замужества она носила титул Её высочества, принцессы Савойской, маркграфини Сузы. Титул Виктории Франциски после замужества — Её Королевское высочество, принцесса Савойская, принцесса Кариньяно, маркграфиня Сузы. Прямыми потомками принцессы являются короли Италии из Савойского дома и их современные наследники.